# Apostoły

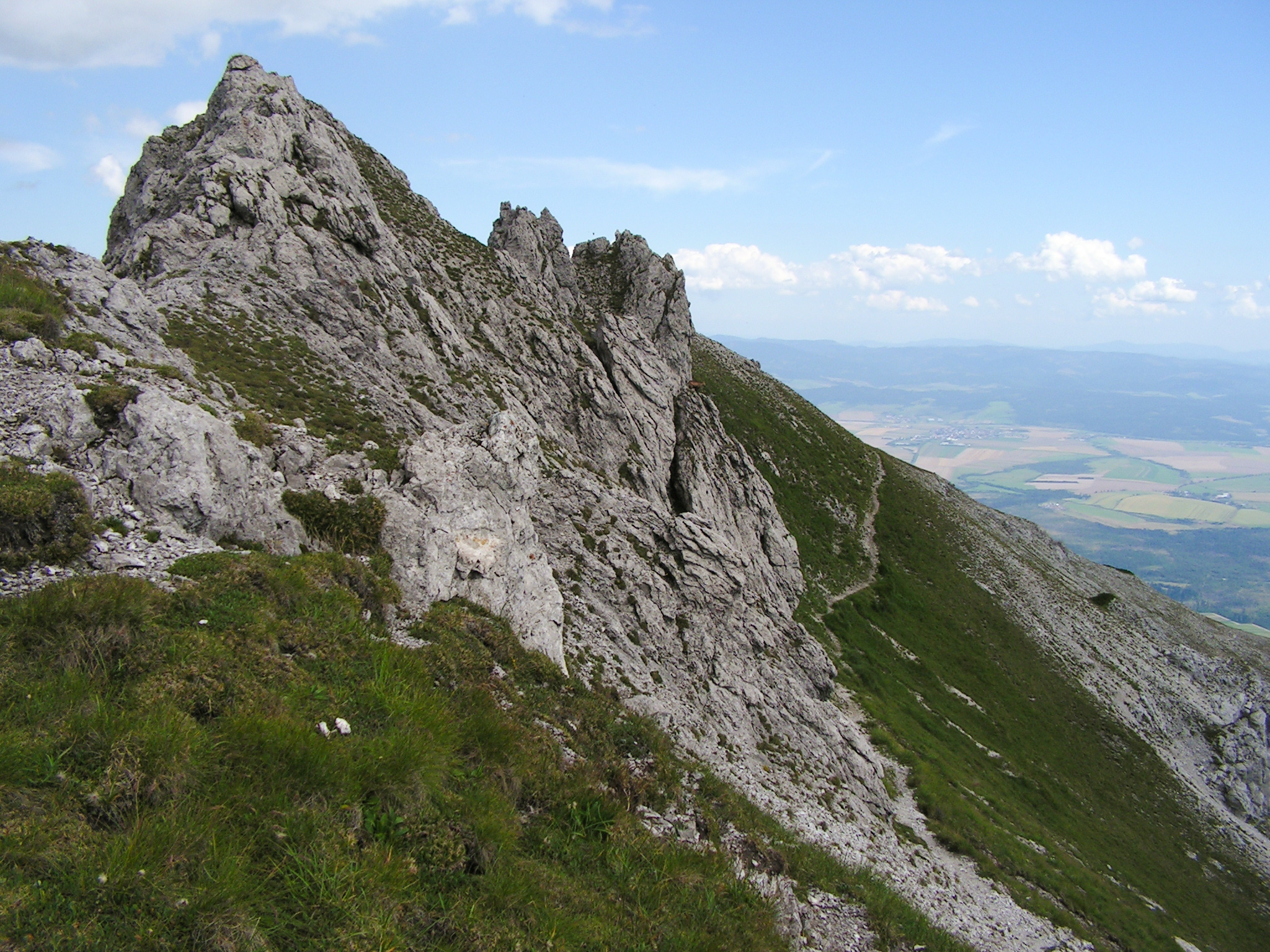
Apostoły

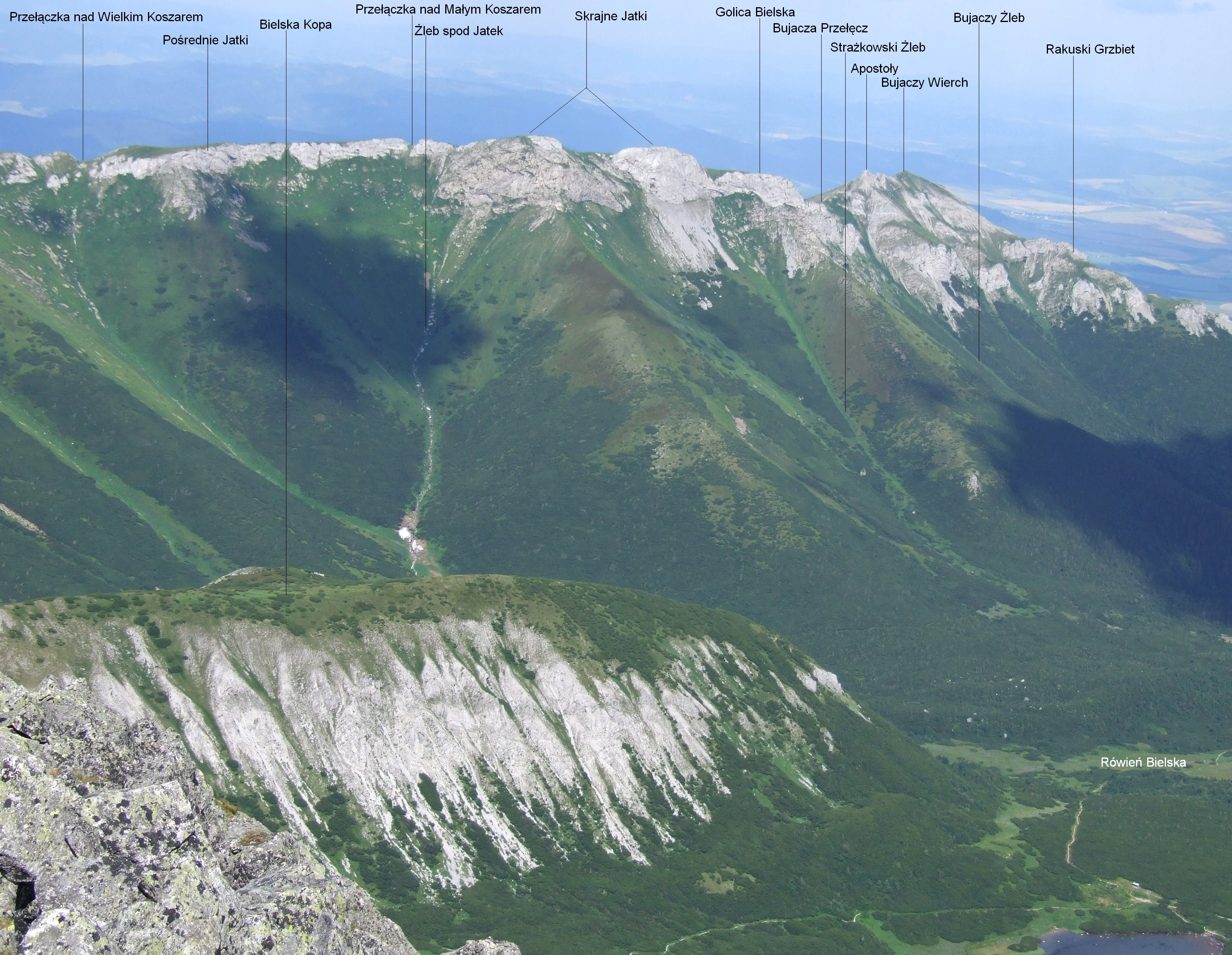
Położenie apostołów w grani Tatr Bielskich

Apostoły (niem. Apostelfelsen, słow. Apoštoly, węg. Apostolok) – grupa turni wznosząca się w grani głównej Tatr Bielskich między Bujaczą Przełęczą (1912 m) a Bujaczym Wierchem (1947 m). Najwyższa z nich ma wysokość 1960 m i czasami uważana jest za najwyższy szczyt Bujaczgo Wierchu. Taką wersję np. podaje Wielka encyklopedia tatrzańska. Według Władysława Cywińskiego jednak właściwy szczyt Bujaczego Wierchu to oddzielona płytką przełączką, równa i nieco tylko nachylona grań po wschodniej stronie Apostołów. Jej najwyższy punkt znajduje się w zachodniej części i ma wysokość 1947 m. Taką wysokość Bujaczego Szczytu podaje także mapa Polkartu. Mapa słowacka z 1993 roku podaje wysokość 1946,9 m, współczesna mapa słowacka 1950 m.
Apostoły, podobnie jak cały masyw Bujaczego Wierchu zbudowane są ze skał węglanowych. Poniżej Apostołów na południową stronę, do Doliny Kieżmarskiej, opadają dwie strome grzędy. Pomiędzy nimi jest trawiasty żleb, w dole łączący się z Rakuskim Żlebem. Najwyższa część grzęd jest trawiasto-piarżysta, około 100 m niżej zaś podcięte są uskokami o wysokości kilkudziesięciu metrów. Uskoki te są charakterystycznie warstwowane.
Przez Apostoły prowadzi ścieżka Magistrali Tatrzańskiej, obecnie zamknięta dla turystów. Obchodzi ona Apostoły po stronie Doliny Kieżmarskiej (0- w skali tatrzańskiej). Możliwe jest także przejście granią Apostołów (0+).